# 小貝爾特橋
小貝爾特橋（Gamle Lillebæltsbro），又稱舊小貝爾特橋，是位於丹麥小貝爾特海峽上的一座橋樑。小貝爾特橋是小貝爾特海峽上第一座跨海大橋，由Monberg & Thorsen公司修建，在1935年5月14日通車，全長1,178公尺，寬20.5公尺，高33公尺，是一座鐵路橋。